# 合众国诉琼斯案
合众国诉琼斯案（英語：United States v. Jones，《美国判例汇编》第565卷第400页（2012年）），是美国最高法院的一个里程碑式案件，该案认为，在车辆上安装全球定位系统（GPS）跟踪设备并使用该设备监测车辆的移动违反美国宪法第四修正案。
2004年，被告琼斯涉嫌贩毒。警方调查人员要求并收到一份搜查令，要求在被告的汽车底部安装GPS跟踪装置，但随后在地理位置和时间长度上都超出了搜查令的范围。最高法院的法官们一致投票认为这是第四修正案下的一次“搜查”，尽管他们对这一结论背后的根本原因持五比四的分歧。多数人认为，通过在被告的车上安装GPS设备，警方侵犯了琼斯的“个人物品”——这种企图获取信息的搜查行为本身就构成了侵犯行为。

## 拓展阅读
- Arcila, Fabio, Jr. . North Carolina Law Review. 2012, 91 (1): 1–59.
- United States v. Jones: GPS Monitoring, Property, and Privacy （页面存档备份，存于） Congressional Research Service